# Nindōkai

Nindōkai (忍道会) es un sistema de autodefensa, basado en las artes marciales de Japón y otros países. Este sistema fue creado por el Dr. Gerhard Schönberger en Alemania en 1990.
El sistema Nindokai está especialmente difundido entre la policía y empresas privadas de seguridad, debido a que se adapta a las necesidades del siglo XXI. El objetivo de nindokai es evitar un ataque o terminar una pelea de manera simple, rápida y eficaz, con el menor riesgo personal posible: lo principal es sobrevivir. La palabra nindokai consta de tres caracteres japoneses o kanji: 忍 (nin, ‘resistencia’), 道 (dō, ‘camino’) y 会 (kai, ‘organización’).

## Conceptos y técnicas
Nindokai no es ni un deporte de lucha ni un arte marcial en el sentido tradicional, sino un método moderno de autodefensa. Los deportes de lucha como el judo, se basan sobre todo en la competición. Eso significa que están muy limitados por unas reglas pensadas para disminuir el riesgo de daños y heridas. La mayor parte de las artes marciales se dedica a mantener técnicas tradicionales de las épocas de los samurái, que no siempre tienen una fácil adaptación a la actualidad. Esta crítica fundamental se encuentra también en el concepto del jeet kune do, fundado por Bruce Lee.
A pesar de ello, las raíces de nindokai se encuentran en las artes marciales japonesas, de las que provienen muchas técnicas básicas (posición del cuerpo, rodillos, caídas, evasión...), así como comportamientos durante el entrenamiento (respeto, cortesía, etiqueta). Otras influencias son originarias del combate militar (CQB), jūjutsu, aikidō, así como de sistemas de guardaespaldas. No sólo se entrenan técnicas sin armas (taijutsu), sino también, la lucha con y contra armas, puesto que en muchas ocasiones, en una lucha verdadera se utiliza alguna clase de arma.
Comenzando con un entrenamiento básico, el alumno alcanza a lo largo del entrenamiento el modo de aplicar los mejores métodos y principios instintivamente. De ese modo cada alumno practica, según su constitución personal, un sistema óptimo de autodefensa.